# 橙鰭鏢鱸
橙鰭鏢鱸為輻鰭魚綱鱸形目鱸亞目河鱸科的其中一種，分布於美國田納西州及肯塔基州的Green河及Barren河流域，體長可達9公分，棲息在流速快、岩石底質的溪流、池塘，屬肉食性，以水生昆蟲為食。